# Подайва
Подайва (болг. Подайва) — село в Болгарии. Находится в Разградской области, входит в общину Исперих. Население составляет 1 597 человек.

## Политическая ситуация
В местном кметстве Подайва, в состав которого входит Подайва, должность кмета (старосты) исполняет Кемал Мехмед Мехмед (Движение за права и свободы (ДПС)) по результатам выборов правления кметства.
Кмет (мэр) общины Исперих — Адил Ахмед Решидов (ДПС) по результатам выборов в правление общины.

## Знаменитые уроженцы
- Лютви Ахмедов (р.1930) — борец, чемпион мира, призёр Олимпийских игр, «Спортсмен года» в Болгарии (1959)